# 旭海漁港
旭海漁港位於臺灣屏東縣牡丹鄉旭海村，為農業部漁業署歸類的第二類漁港之一，也是恆春半島最東北方的港口，及屏東縣境內唯一的原住民鄉鎮漁港。旭海漁港曾入圍臺灣十大魅力漁港之一，目前由恆春區漁會代屏東縣政府管理及營運。

## 沿革
旭海漁港興建前，該海灣即為腹地及泊地廣大的天然港灣，臺灣省政府早期為鼓勵原住民族從事漁業，加上該港口位於屏東縣東部海岸作業區最北端，因此省政府將該天然港灣劃定為漁船海上作業遭遇颱風時的重要避風漁港。
1986年屏東縣政府考量到西部許多船隻前往屏東東部海岸作業時，因遭逢颱風來不及回到西部而多次發生海難意外，因此編列預算針對旭海漁港進行港埠設施興建，包含泊地浚挖擴建4,800平方公尺、碼頭70公尺、防波堤50公尺、海堤260公尺、曳船道一座，以及駁崁50公尺，總工程耗資新臺幣4,633萬元，於1996年完成。
2020年8月立法委員伍麗華邀集農委會漁業署、海洋委員會、原住民委員會、行政院南部聯合服務中心、屏東縣政府及牡丹鄉長潘壯志等多人前往旭海漁港會勘，現場伍麗華表示，旭海漁港已完成超過30年，卻因基礎設施不足，且港池淤積嚴重，時常造成平底膠筏觸底，容易發生翻船意外，再加上曾發生過颱風期間約有20艘漁船進入旭海漁港避風，結果颱風過後港嘴淤積，船隻無法出港全部擠在旭海漁港內的窘境。
對此主管旭海漁港的屏東縣政府表示，將協助牡丹鄉公所提報旭海漁港整建工程計畫，並將該港口的整修列為優先漁港，同時在場的漁業署官員也承諾將編列預算協助旭海漁港港池清淤，防波堤補強的工程，最快將在2021年初即展開工程。其餘較大型之工程，防波堤延長與護岸擴建工程將提報可行性評估作業，以利於後續效益評估。

## 設施
旭海漁港目前港內泊地0.29公頃、北防波堤150公尺、南防波堤160公尺、碼頭110公尺，設籍船隻18艘，主要以膠筏為主。海洋委員會海巡署南部分署於旭海漁港設有旭海安檢所。